# Národni park Nečisar
Národní park Nečisar (amharsky ነጭ ሣር) je jedním z národních parků v Etiopii. Leží u města Arba Minč ve státě Jižní Etiopie a má rozlohu 514 km². Byl založen v roce 1974 a od roku 2004 jej provozuje organizace Africa Parks Foundation. Jeho název pochází z amharského výrazu neč sar („bílá tráva“) a odkazuje ke kontrastu vegetace a čedičových skal.

## Geografie
Nachází se v jižní části Etiopské vysočiny a nejvyšším vrcholem je Mount Tabala s nadmořskou výškou 1 650 m. Prochází jím Východoafrický rift a vyvěrají zde četné termální prameny. Okolo 15 % rozlohy parku tvoří vodní plochy. Na území Nečisaru se nacházejí jezera Abaya a Čamo, úzká šíje mezi nimi je známa jako „Boží most“. Významnou řekou je Sermele. Průměrná roční teplota dosahuje 21 °C.
Oblast původně obývali kočovníci z oromského klanu Gudžii. V roce 1982 nařídila etiopská vláda za účelem účinnější ochrany přírody jejich násilné vystěhování. Po uvolnění poměrů v zemi se domorodci začali vracet, což vedlo k řadě sporů s vedením národního parku. Nárůst populace a rozvoj pěstování bavlníku představují ohrožení pro místní ekosystém.

## Flora
Na území parku převládá křovitá a stromová savana, břehy jezer jsou porostlé orobincem. Typickými dřevinami jsou akácie zkroucená, balanites egyptský, fíkovník egyptský, Dichrostachys cinerea a Dobera glabra.

## Fauna
Národní park byl zřízen za účelem ochrany jedné z posledních světových populací buvolce Swayneova, který se v důsledku moru skotu stal ohroženým taxonem. Žije zde také hroch obojživelný, lev, levhart africký, kudu velký, zebra stepní, pavián anubi, kočkodan červenozelený, orel jasnohlasý, skřivan běloocasý, krokodýl nilský a robalo nilský. Na území parku bylo zaznamenáno 37 druhů savců a okolo dvou set druhů ptáků.